# جون ميتشيل (فيزيائي)
جون ميتشيل (بالإنجليزية: John Wesley Mitchell)‏ هو فيزيائي نيوزيلندي، ولد في 3 ديسمبر 1913 في كرايستشرش في نيوزيلندا، وتوفي في 12 يوليو 2007 في شارلوتسفيل في الولايات المتحدة.